# Seka Aleksić
Svetlana "Seka" Aleksić (Светлана "Сека" Алексић) (n. 23 aprilie 1981, Zvornik, Iugoslavia) este cântăreață iugoslavă renumită în țările ex-iugoslave pentru muzica sa.
Născută în Zvornik, Bosnia din mamă bosniacă și tată sârb, se va refugia în timpul războiului în Serbia. Inițial va cânta cântecele mult mai celebrei cântărețe Ceca, în baruri din Serbia și Elveția. Își va deschide o casă de moda numita "Rich bitch".

## Discografie
- Idealno tvoja (2002)
- Balkan (2003)
- Dođi i uzmi me (2005)
- Kraljica(2007)
- Slucajni partneri(2009)

## Vezi și
- Listă de muzicieni sârbi